# Norops cobanensis
Norops cobanensis är en ödleart som beskrevs av  Stuart 1942. Norops cobanensis ingår i släktet Norops och familjen Polychrotidae. Inga underarter finns listade i Catalogue of Life.